# Viktor Kapitonov
Viktor Arsen'evič Kapitonov (in russo Виктор Арсеньевич Капитонов?; Mosca, 25 ottobre 1933 – Mosca, 2 marzo 2005) è stato un ciclista su strada e dirigente sportivo sovietico, dal 1991 russo. Vinse la medaglia d'oro ai Giochi olimpici 1960 nella prova in linea.

## Carriera

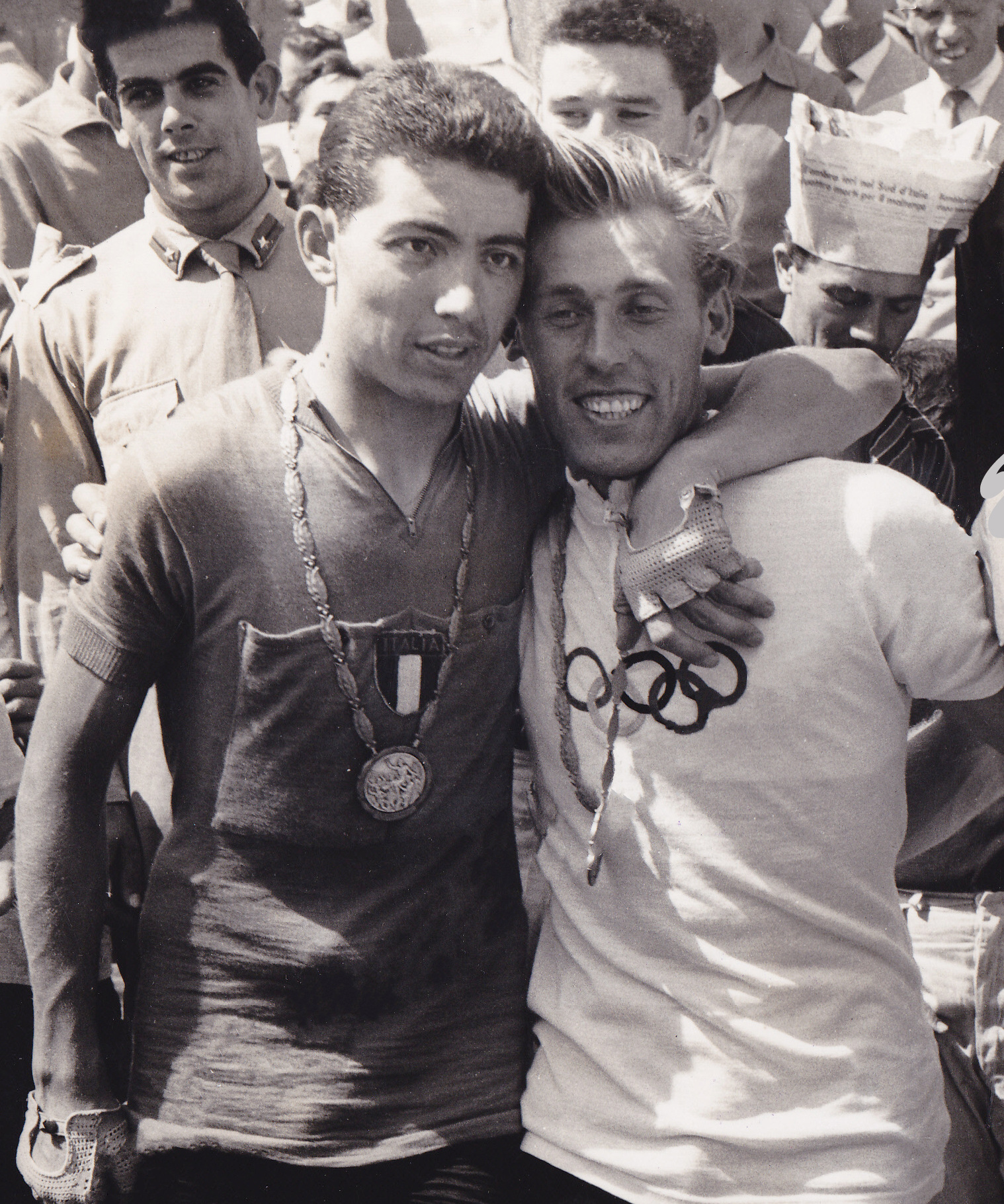
Livio Trapè e Viktor Kapitonov premiati alle Olimpiadi di Roma 1960

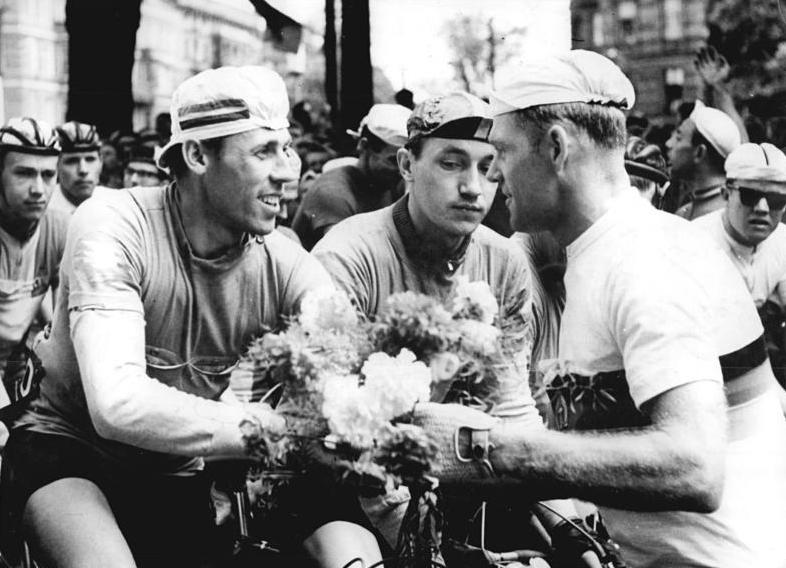
Corsa della Pace 1961, Viktor Kapitonov, a sinistra, e
Gustav-Adolf Schur, a destra

Ciclista del VS Moskva, nel 1956 rappresentò l'Unione Sovietica ai Giochi olimpici di Melbourne, gareggiando nella prova in linea. Quattro anni dopo ai Giochi di Roma divenne campione olimpico sempre nella prova in linea, battendo al termine di una volata a due l'italiano Livio Trapè dopo 175 km di gara; tale vittoria rappresentò la prima medaglia d'oro ottenuta da un ciclista sovietico in una gara olimpica.
Nella stessa edizione dei Giochi a Roma conquistò anche il bronzo nella cronometro a squadre sui 100 km; in tale specialità fu anche medaglia di bronzo ai campionati del mondo 1963. Il suo nome è legato anche alla Corsa della Pace, gara a tappe internazionale che si svolgeva nei paesi del Blocco orientale: pur non essendo mai riuscito a vincere la classifica generale, nelle sue sette partecipazioni alla corsa arrivò sempre tra i primi dieci in classifica, chiudendo terzo del 1957 e secondo nel 1961, e conseguì numerose vittorie di tappa. Conquistò infine anche due titoli nazionali in linea e tre nella cronometro a squadre.
Non passò mai professionista, cosa naturale per gli atleti sovietici della sua epoca, e terminata la carriera da atleta fu fino al 1988 allenatore della squadra sovietica di ciclismo su strada. In tale veste portò la nazionale del suo paese a imporsi nella specialità della cronometro a squadre nelle edizioni di Monaco di Baviera 1972, Montréal 1976 e Mosca 1980 e a vincere anche, in quest'ultima rassegna, l'oro e il bronzo nella prova in linea con Sergej Suchoručenkov e Jurij Barinov. Si mise anche in evidenza per il gran numero di atleti che portò al successo nella Corsa della Pace, nel cui albo d'oro spiccano cinque successi sovietici consecutivi tra il 1977 e il 1981.

## Palmarès

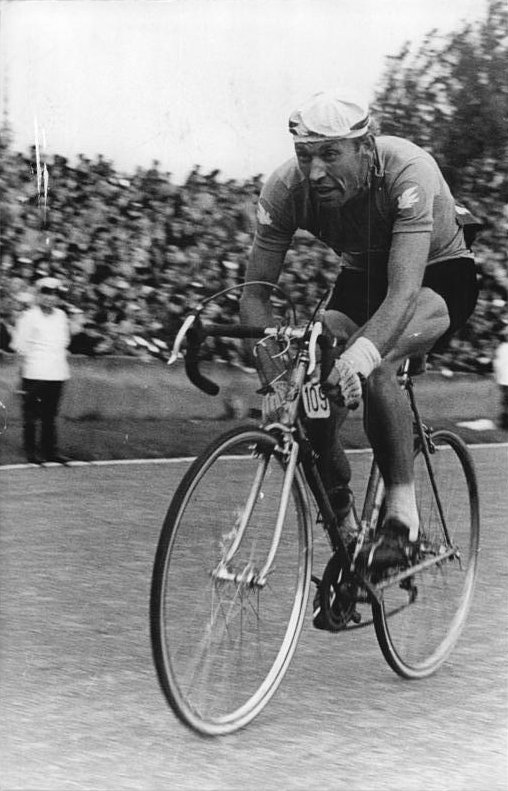
Viktor Kapitonov in azione alla Corsa della Pace

- 1955 (dilettanti)

3ª tappa Tour de l'URSS (Smolensk > Orša)
- 1956 (dilettanti)

Classifica generale Tour de l'URSS
- 1957 (dilettanti)

Classifica generale Tour of Sochi (ex aequo con Jurij Koledov)
Gran Premio di Mosca
- 1958 (dilettanti)

Campionati sovietici, Prova in linea
2ª tappa Corsa della Pace (Varsavia > Breslavia)
5ª tappa Corsa della Pace (Breslavia > Görlitz)
12ª tappa Corsa della Pace (Brno > Praga)
- 1959 (dilettanti)

Campionati sovietici, Prova in linea
- 1960 (dilettanti)

Giochi olimpici, Prova in linea
- 1963 (dilettanti)

11ª tappa Corsa della Pace (Zielona Góra > Görlitz)

### Altri successi
- 1957 (dilettanti, una vittoria)

Classifica scalatori Corsa della Pace
- 1958 (dilettanti, tre vittorie)

Classifica scalatori Corsa della Pace
Classifica a squadre Corsa della Pace (con la Nazionale sovietica)
Campionati sovietici, Cronometro a squadre (con Jurij Melichov, Anatolij Čerepovič  e Evgenij Klevcov)
- 1959 (dilettanti, una vittoria)

Classifica a squadre Corsa della Pace (con la Nazionale sovietica)
- 1960 (dilettanti, una vittoria)

Campionati sovietici, Cronometro a squadre (con Evgenij Klevcov, Jurij Melichov  e Aleksej Petrov)
- 1961 (dilettanti, una vittoria)

Classifica a squadre Corsa della Pace (con la Nazionale sovietica)
- 1962 (dilettanti, due vittorie)

11ª tappa Corsa della Pace (Opole > Breslavia, cronometro a squadre, con la Nazionale sovietica)
Classifica a squadre Corsa della Pace (con la Nazionale sovietica)
- 1963 (dilettanti, una vittoria)

Campionati sovietici, Cronometro a squadre (con Jurij Melichov, Anatolij Čerepovič e Anatolij Olizarenko)

## Piazzamenti

### Competizioni mondiali
- Campionati del mondo

Waregem 1957 - In linea Dilettanti: 36º
Reims 1958 - In linea Dilettanti: 12º
Karl-Marx-Stadt 1960 - In linea Dilettanti: 29º
Berna 1961 - In linea Dilettanti: 38º
Salò 1962 - Cronometro a squadre Dilettanti: 4º
Salò 1962 - In linea Dilettanti: 11º
Ronse 1963 - Cronometro a squadre Dilettanti: 3º
Ronse 1963 - In linea Dilettanti: 25º
- Giochi olimpici

Melbourne 1956 - In linea: 36º
Melbourne 1956 - Corsa a squadre: 6º
Roma 1960 - In linea: vincitore
Roma 1960 - Cronometro a squadre: 3º